# Campeonato de Primera División C 1962 (Argentina)
El Campeonato de Primera División C 1962 fue la vigésima octava temporada del certamen de la tercera categoría del fútbol argentino. Se disputó entre el 31 de marzo y el 29 de diciembre de 1962.
Los nuevos participantes fueron Defensores de Belgrano y El Porvenir, descendidos de la Primera B 1961 y Villa Dálmine, campeón de la Ronda Final de la Tercera de Ascenso 1961, respectivamente.
El certamen consagró campeón por primera vez a Deportivo Italiano, que obtuvo el único ascenso de la temporada.

## Ascensos y descensos
| Pos.        | Equipos descendidos de la Primera Amateur 1961 |
| ----------- | ---------------------------------------------- |
| 18º         | Acassuso                                       |
| Desafiliado | Argentino de Rosario                           |

| Pos. | Equipo ascendido de la Tercera de Ascenso 1961 |
| ---- | ---------------------------------------------- |
| 1º   | Villa Dálmine                                  |

| Pos. | Equipo ascendido a la Primera División B 1962 |
| ---- | --------------------------------------------- |
| 1º   | San Telmo                                     |

| Pos. | Equipos descendidos de la Primera B 1961 |
| ---- | ---------------------------------------- |
| 17º  | Defensores de Belgrano                   |
| 18º  | El Porvenir                              |

## Equipos participantes
| Equipo                   | Ciudad               | Estadio                     |
| ------------------------ | -------------------- | --------------------------- |
| Almirante Brown          | San Justo            | Villa Sahores               |
| Argentino de Quilmes     | Quilmes              | Argentino de Quilmes        |
| Barracas Central         | Buenos Aires         | Olavarría y Luna            |
| Brown de Adrogué         | Adrogué              | Brown de Adrogué            |
| Colegiales               | Munro                | Malaver y Posadas           |
| Colón                    | Santa Fe             | Brigadier Estanislao López  |
| Defensores de Belgrano   | Buenos Aires         | Defensores de Belgrano      |
| Defensores de Cambaceres | Ensenada             | Camino Rivadavia y Quintana |
| Deportivo Italiano       | Buenos Aires         | No posee                    |
| Deportivo Riestra        | Buenos Aires         | Riestra y Lacarra           |
| El Porvenir              | Gerli                | La Estancia                 |
| Flandria                 | Jáuregui             | El Chano                    |
| Leandro N. Alem          | General Rodríguez    | Leandro N. Alem             |
| Liniers                  | Ciudadela            | Gaona y General Paz         |
| Sacachispas              | Buenos Aires         | Lacarra y Barros Pazos      |
| Talleres (RE)            | Remedios de Escalada | Timote y Castro             |
| Tiro Federal             | Rosario              | Fortín de Ludueña           |
| Villa Dálmine            | Campana              | Mitre y Puccini             |

| 1. |

### Distribución geográfica de los equipos
| Región                                   | Cant. | Equipos                                                                                                  |
| ---------------------------------------- | ----- | --- |
| Conurbano bonaerense                     | 7     | Almirante Brown, Argentino de Quilmes, Brown de Adrogué, Colegiales, El Porvenir, Liniers, Talleres (RE) |
| Ciudad de Buenos Aires                   | 5     | Barracas Central, Defensores de Belgrano, Deportivo Italiano, Deportivo Riestra y Sacachispas            |
| Interior de la provincia de Buenos Aires | 3     | Flandria, Leandro N. Alem y Villa Dálmine                                                                |
| Ciudad de Rosario                        | 1     | Tiro Federal                                                                                             |
| Ciudad de Santa Fe                       | 1     | Colón |
| Gran La Plata                            | 1     | Defensores de Cambaceres                                                                                 |

## Formato
Los dieciocho participantes se enfrentaron en dos ruedas por el sistema de todos contra todos. El equipo con mayor puntaje se consagró campeón y obtuvo el ascenso.
Los equipos posicionados en los tres últimos lugares de la Tabla de promedios descendieron.

## Tabla de posiciones final
| Pos. | Equipo                   | Pts. | PJ | PG | PE | PP | GF | GC  | Dif. |
| ---- | ------------------------ | ---- | -- | -- | -- | -- | -- | --- | ---- |
| 1.º  | Deportivo Italiano       | 55   | 34 | 22 | 11 | 1  | 73 | 29  | 44   |
| 2.º  | Villa Dálmine            | 46   | 34 | 18 | 10 | 6  | 69 | 38  | 31   |
| 3.º  | Defensores de Belgrano   | 45   | 34 | 17 | 13 | 4  | 75 | 38  | 37   |
| 4.º  | Talleres (RE)            | 40   | 34 | 17 | 6  | 11 | 78 | 58  | 20   |
| 4.º  | Leandro N. Alem          | 40   | 34 | 15 | 10 | 9  | 69 | 59  | 10   |
| 4.º  | Defensores de Cambaceres | 40   | 34 | 17 | 6  | 11 | 69 | 60  | 9    |
| 7.º  | Colón                    | 39   | 34 | 17 | 5  | 12 | 77 | 53  | 24   |
| 8.º  | Almirante Brown          | 38   | 34 | 15 | 8  | 11 | 60 | 56  | 4    |
| 9.º  | Colegiales               | 35   | 34 | 13 | 9  | 12 | 52 | 63  | −11  |
| 10.º | Flandria                 | 34   | 34 | 12 | 10 | 12 | 67 | 58  | 9    |
| 11.º | Argentino de Quilmes     | 33   | 34 | 13 | 7  | 14 | 62 | 60  | 2    |
| 12.º | El Porvenir              | 31   | 34 | 12 | 7  | 15 | 61 | 55  | 6    |
| 12.º | Deportivo Riestra        | 31   | 34 | 10 | 11 | 13 | 50 | 57  | −7   |
| 14.º | Brown de Adrogué         | 29   | 34 | 11 | 7  | 16 | 48 | 60  | −12  |
| 14.º | Liniers                  | 29   | 34 | 11 | 7  | 16 | 51 | 68  | −17  |
| 16.º | Barracas Central         | 18   | 34 | 5  | 8  | 21 | 57 | 108 | −51  |
| 17.º | Sacachispas              | 15   | 34 | 4  | 7  | 23 | 35 | 80  | −45  |
| 18.º | Tiro Federal             | 12   | 34 | 4  | 4  | 26 | 32 | 85  | −53  |

|  | Se consagró campeón y ascendió a la Primera B |

| 1. 2. |

## Tabla de descenso
| Pos  | Equipo                   | Prom. | 1960 | 1961 | 1962 | Total | Temp |
| ---- | ------------------------ | ----- | ---- | ---- | ---- | ----- | ---- |
| 1.º  | Deportivo Italiano       | 49    | -    | 43   | 55   | 98    | 2    |
| 2.º  | Villa Dálmine            | 46    | -    | -    | 46   | 46    | 1    |
| 3.º  | Defensores de Belgrano   | 45    | -    | -    | 45   | 45    | 1    |
| 4.º  | Colón                    | 43,33 | 39   | 52   | 39   | 130   | 3    |
| 5.º  | Talleres (RE)            | 42    | -    | 44   | 40   | 84    | 2    |
| 6.º  | Defensores de Cambaceres | 40,33 | 47   | 34   | 40   | 121   | 3    |
| 7.º  | Flandria                 | 40    | 43   | 43   | 34   | 120   | 3    |
| 8.º  | Almirante Brown          | 39    | 48   | 31   | 38   | 117   | 3    |
| 9.º  | Argentino de Quilmes     | 34,67 | 42   | 29   | 33   | 104   | 3    |
| 10.º | Colegiales               | 34,33 | 34   | 34   | 35   | 103   | 3    |
| 11.º | Barracas Central         | 33    | 42   | 39   | 18   | 99    | 3    |
| 12.º | Leandro N. Alem          | 31,33 | 35   | 19   | 40   | 94    | 3    |
| 13.º | El Porvenir              | 31    | -    | -    | 31   | 31    | 1    |
| 14.º | Liniers                  | 30,67 | 33   | 30   | 29   | 92    | 3    |
| 15.º | Brown de Adrogué         | 28,67 | 29   | 28   | 29   | 86    | 3    |
| 15.º | Deportivo Riestra        | 28,67 | 21   | 34   | 31   | 86    | 3    |
| 17.º | Sacachispas              | 27    | 32   | 34   | 15   | 81    | 3    |
| 18.º | Tiro Federal             | 22,33 | 27   | 28   | 12   | 67    | 3    |

|  |                                                  |
|  | Disputaron un desempate para evitar el descenso. |
|  | Descendieron a la Primera Aficionados.           |

### Desempate para evitar el descenso
| Brown de Adrogué | 3 - 1 | Deportivo Riestra | Olavarría y Luna | 22 de diciembre |
| Deportivo Riestra | 5 - 0 | Brown de Adrogué  | El Gasómetro     | 29 de diciembre |
| Deportivo Riestra mantuvo la categoría con un global de 6-3, mientras que Brown de Adrogué descendió a la Primera Aficionados. |       |                   |                  |                 |

## Resultados
| Defensores de Cambaceres | 3 - 1 | El Porvenir        | Camino Rivadavia y Quintana   | 31 de marzo |
| Deportivo Riestra        | 0 - 1 | Brown de Adrogué   | Riestra y Lacarra             | 31 de marzo |
| Liniers                  | 4 - 0 | Almirante Brown    | Gaona y General Paz           | 31 de marzo |
| Villa Dálmine            | 3 - 1 | Leandro N. Alem    | El Coliseo de Mitre y Puccini | 31 de marzo |
| Argentino de Quilmes     | 4 - 2 | Sacachispas        | Argentino de Quilmes          | 31 de marzo |
| Talleres (RE)            | 2 - 1 | Tiro Federal       | Timote y Castro               | 31 de marzo |
| Defensores de Belgrano   | 2 - 0 | Barracas Central   | Defensores de Belgrano        | 31 de marzo |
| Colegiales               | 2 - 2 | Deportivo Italiano | Malaver y Posadas             | 31 de marzo |
| Flandria                 | 4 - 2 | Colón              | Carlos V                      | 31 de marzo |

| Tiro Federal       | 7 - 4 | Barracas Central         | Fortín de Ludueña                  | 7 de abril  |
| El Porvenir        | 1 - 1 | Deportivo Riestra        | La Estancia                        | 14 de abril |
| Brown de Adrogué   | 1 - 1 | Flandria                 | Brown de Adrogué                   | 14 de abril |
| Almirante Brown    | 2 - 3 | Villa Dálmine            | Villa Sahores                      | 14 de abril |
| Sacachispas        | 2 - 4 | Talleres (RE)            | Lacarra y Barros Pazos             | 14 de abril |
| Colegiales         | 1 - 5 | Defensores de Belgrano   | Malaver y Posadas                  | 14 de abril |
| Deportivo Italiano | 1 - 0 | Defensores de Cambaceres | Defensores de Belgrano             | 14 de abril |
| Colón              | 2 - 1 | Liniers                  | Brigadier General Estanislao López | 15 de abril |
| Leandro N. Alem    | 2 - 3 | Argentino de Quilmes     | Leandro N. Alem                    | 15 de abril |

| Liniers                  | 2 - 1 | Brown de Adrogué   | Gaona y General Paz           | 21 de abril |
| Villa Dálmine            | 2 - 1 | Colón              | El Coliseo de Mitre y Puccini | 21 de abril |
| Argentino de Quilmes     | 2 - 0 | Almirante Brown    | Argentino de Quilmes          | 21 de abril |
| Talleres (RE)            | 1 - 2 | Leandro N. Alem    | Timote y Castro               | 21 de abril |
| Barracas Central         | 3 - 1 | Sacachispas        | Olavarría y Luna              | 21 de abril |
| Defensores de Belgrano   | 6 - 0 | Tiro Federal       | Defensores de Belgrano        | 21 de abril |
| Defensores de Cambaceres | 3 - 1 | Colegiales         | Camino Rivadavia y Quintana   | 21 de abril |
| Deportivo Riestra        | 0 - 1 | Deportivo Italiano | Riestra y Lacarra             | 21 de abril |
| Flandria                 | 5 - 1 | El Porvenir        | Carlos V                      | 22 de abril |

| Colegiales               | 1 - 1 | Deportivo Riestra      | Malaver y Posadas                  | 28 de abril |
| Deportivo Italiano       | 1 - 1 | Flandria               | Manuela Pedraza y Crámer           | 28 de abril |
| El Porvenir              | 3 - 0 | Liniers                | La Estancia                        | 28 de abril |
| Brown de Adrogué         | 2 - 2 | Villa Dálmine          | Brown de Adrogué                   | 28 de abril |
| Almirante Brown          | 1 - 5 | Talleres (RE)          | Villa Sahores                      | 28 de abril |
| Sacachispas              | 3 - 2 | Tiro Federal           | Lacarra y Barros Pazos             | 28 de abril |
| Defensores de Cambaceres | 2 - 2 | Defensores de Belgrano | Camino Rivadavia y Quintana        | 29 de abril |
| Colón                    | 3 - 1 | Argentino de Quilmes   | Brigadier General Estanislao López | 29 de abril |
| Leandro N. Alem          | 3 - 2 | Barracas Central       | Leandro N. Alem                    | 29 de abril |

| Defensores de Belgrano | 2 - 1 | Sacachispas              | Defensores de Belgrano        | 5 de mayo |
| Tiro Federal           | 2 - 1 | Leandro N. Alem          | Fortín de Ludueña             | 5 de mayo |
| Barracas Central       | 1 - 1 | Almirante Brown          | Olavarría y Luna              | 5 de mayo |
| Talleres (RE)          | 3 - 1 | Colón                    | Timote y Castro               | 5 de mayo |
| Argentino de Quilmes   | 4 - 0 | Brown de Adrogué         | Argentino de Quilmes          | 5 de mayo |
| Villa Dálmine          | 2 - 2 | El Porvenir              | El Coliseo de Mitre y Puccini | 5 de mayo |
| Liniers                | 2 - 3 | Deportivo Italiano       | Pampa y Miñones               | 5 de mayo |
| Deportivo Riestra      | 6 - 1 | Defensores de Cambaceres | Riestra y Lacarra             | 5 de mayo |
| Flandria               | 4 - 0 | Colegiales               | Carlos V                      | 6 de mayo |

| Deportivo Riestra        | 1 - 1 | Defensores de Belgrano | Riestra y Lacarra                  | 12 de mayo |
| Colegiales               | 2 - 1 | Liniers                | Malaver y Posadas                  | 12 de mayo |
| Deportivo Italiano       | 1 - 0 | Villa Dálmine          | Manuela Pedraza y Crámer           | 12 de mayo |
| El Porvenir              | 1 - 1 | Argentino de Quilmes   | La Estancia                        | 12 de mayo |
| Brown de Adrogué         | 1 - 3 | Talleres (RE)          | Brown de Adrogué                   | 12 de mayo |
| Almirante Brown          | 3 - 1 | Tiro Federal           | Villa Sahores                      | 12 de mayo |
| Defensores de Cambaceres | 1 - 0 | Flandria               | Camino Rivadavia y Quintana        | 13 de mayo |
| Colón                    | 5 - 2 | Barracas Central       | Brigadier General Estanislao López | 13 de mayo |
| Leandro N. Alem          | 3 - 1 | Sacachispas            | Leandro N. Alem                    | 13 de mayo |

| Defensores de Belgrano | 4 - 0 | Leandro N. Alem          | Defensores de Belgrano        | 19 de mayo |
| Sacachispas            | 0 - 0 | Almirante Brown          | Arsenal de Llavallol          | 19 de mayo |
| Tiro Federal           | 1 - 4 | Colón                    | Fortín de Ludueña             | 19 de mayo |
| Barracas Central       | 2 - 2 | Brown de Adrogué         | Olavarría y Luna              | 19 de mayo |
| Talleres (RE)          | 1 - 1 | El Porvenir              | Timote y Castro               | 19 de mayo |
| Argentino de Quilmes   | 0 - 1 | Deportivo Italiano       | Argentino de Quilmes          | 19 de mayo |
| Villa Dálmine          | 6 - 0 | Colegiales               | El Coliseo de Mitre y Puccini | 19 de mayo |
| Liniers                | 3 - 1 | Defensores de Cambaceres | Gaona y General Paz           | 19 de mayo |
| Flandria               | 1 - 1 | Deportivo Riestra        | Carlos V                      | 20 de mayo |

| Defensores de Cambaceres | 1 - 1 | Villa Dálmine          | Camino Rivadavia y Quintana        | 25 de mayo |
| Deportivo Riestra        | 2 - 1 | Liniers                | Riestra y Lacarra                  | 26 de mayo |
| Colegiales               | 2 - 1 | Argentino de Quilmes   | Malaver y Posadas                  | 26 de mayo |
| Deportivo Italiano       | 1 - 1 | Talleres (RE)          | El Palacio                         | 26 de mayo |
| El Porvenir              | 4 - 0 | Barracas Central       | La Estancia                        | 26 de mayo |
| Brown de Adrogué         | 3 - 0 | Tiro Federal           | Brown de Adrogué                   | 26 de mayo |
| Almirante Brown          | 3 - 1 | Leandro N. Alem        | Villa Sahores                      | 26 de mayo |
| Flandria                 | 1 - 2 | Defensores de Belgrano | Carlos V                           | 27 de mayo |
| Colón                    | 5 - 0 | Sacachispas            | Brigadier General Estanislao López | 27 de mayo |

| Defensores de Belgrano | 1 - 1 | Almirante Brown          | Defensores de Belgrano        | 2 de junio |
| Sacachispas            | 0 - 2 | Brown de Adrogué         | Lacarra y Barros Pazos        | 2 de junio |
| Tiro Federal           | 2 - 1 | El Porvenir              | Fortín de Ludueña             | 2 de junio |
| Barracas Central       | 2 - 0 | Deportivo Italiano       | Olavarría y Luna              | 2 de junio |
| Talleres (RE)          | 3 - 1 | Colegiales               | Timote y Castro               | 2 de junio |
| Argentino de Quilmes   | 1 - 2 | Defensores de Cambaceres | Argentino de Quilmes          | 2 de junio |
| Liniers                | 1 - 0 | Flandria                 | Gaona y General Paz           | 2 de junio |
| Leandro N. Alem        | 0 - 4 | Colón                    | Leandro N. Alem               | 3 de junio |
| Villa Dálmine          | 3 - 1 | Deportivo Riestra        | El Coliseo de Mitre y Puccini | 3 de junio |

| Liniers                  | 2 - 0 | Defensores de Belgrano | Gaona y General Paz                | 9 de junio  |
| Deportivo Riestra        | 3 - 3 | Argentino de Quilmes   | Riestra y Lacarra                  | 9 de junio  |
| Defensores de Cambaceres | 4 - 2 | Talleres (RE)          | Camino Rivadavia y Quintana        | 9 de junio  |
| Colegiales               | 4 - 3 | Barracas Central       | Malaver y Posadas                  | 9 de junio  |
| Deportivo Italiano       | 6 - 0 | Tiro Federal           | Manuela Pedraza y Crámer           | 9 de junio  |
| El Porvenir              | 3 - 1 | Sacachispas            | La Estancia                        | 9 de junio  |
| Brown de Adrogué         | 1 - 1 | Leandro N. Alem        | Brown de Adrogué                   | 9 de junio  |
| Flandria                 | 1 - 2 | Villa Dálmine          | Carlos V                           | 10 de junio |
| Colón                    | 1 - 0 | Almirante Brown        | Brigadier General Estanislao López | 10 de junio |

| Defensores de Belgrano | 1 - 1 | Colón                    | Defensores de Belgrano        | 16 de junio |
| Almirante Brown        | 4 - 3 | Brown de Adrogué         | Villa Sahores                 | 16 de junio |
| Sacachispas            | 0 - 0 | Deportivo Italiano       | Lacarra y Barros Pazos        | 16 de junio |
| Tiro Federal           | 1 - 1 | Colegiales               | Fortín de Ludueña             | 16 de junio |
| Barracas Central       | 1 - 4 | Defensores de Cambaceres | Olavarría y Luna              | 16 de junio |
| Talleres (RE)          | 2 - 1 | Deportivo Riestra        | Timote y Castro               | 16 de junio |
| Argentino de Quilmes   | 2 - 0 | Flandria                 | Argentino de Quilmes          | 16 de junio |
| Villa Dálmine          | 1 - 1 | Liniers                  | El Coliseo de Mitre y Puccini | 16 de junio |
| Leandro N. Alem        | 2 - 7 | El Porvenir              | Leandro N. Alem               | 17 de junio |

| Villa Dálmine            | 0 - 0 | Defensores de Belgrano | El Coliseo de Mitre y Puccini | 23 de junio |
| Liniers                  | 2 - 0 | Argentino de Quilmes   | Gaona y General Paz           | 23 de junio |
| Deportivo Riestra        | 0 - 1 | Barracas Central       | Riestra y Lacarra             | 23 de junio |
| Defensores de Cambaceres | 3 - 2 | Tiro Federal           | Camino Rivadavia y Quintana   | 23 de junio |
| Colegiales               | 1 - 0 | Sacachispas            | Malaver y Posadas             | 23 de junio |
| Deportivo Italiano       | 3 - 1 | Leandro N. Alem        | Manuela Pedraza y Crámer      | 23 de junio |
| El Porvenir              | 5 - 0 | Almirante Brown        | La Estancia                   | 23 de junio |
| Brown de Adrogué         | 2 - 0 | Colón                  | Brown de Adrogué              | 23 de junio |
| Flandria                 | 1 - 0 | Talleres (RE)          | Carlos V                      | 24 de junio |

| Defensores de Belgrano | 2 - 2 | Brown de Adrogué         | Defensores de Belgrano             | 30 de junio |
| Almirante Brown        | 1 - 3 | Deportivo Italiano       | Villa Sahores                      | 30 de junio |
| Sacachispas            | 3 - 2 | Defensores de Cambaceres | Lacarra y Barros Pazos             | 30 de junio |
| Tiro Federal           | 1 - 2 | Deportivo Riestra        | Fortín de Ludueña                  | 30 de junio |
| Barracas Central       | 2 - 2 | Flandria                 | Olavarría y Luna                   | 30 de junio |
| Talleres (RE)          | 5 - 0 | Liniers                  | Timote y Castro                    | 30 de junio |
| Argentino de Quilmes   | 1 - 2 | Villa Dálmine            | Argentino de Quilmes               | 30 de junio |
| Colón                  | 4 - 0 | El Porvenir              | Brigadier General Estanislao López | 1 de julio  |
| Leandro N. Alem        | 1 - 1 | Colegiales               | Leandro N. Alem                    | 1 de julio  |

| Argentino de Quilmes     | 4 - 2 | Defensores de Belgrano | Argentino de Quilmes          | 7 de julio |
| Villa Dálmine            | 2 - 2 | Talleres (RE)          | El Coliseo de Mitre y Puccini | 7 de julio |
| Liniers                  | 2 - 2 | Barracas Central       | Gaona y General Paz           | 7 de julio |
| Deportivo Riestra        | 3 - 0 | Sacachispas            | Riestra y Lacarra             | 7 de julio |
| Defensores de Cambaceres | 1 - 1 | Leandro N. Alem        | Camino Rivadavia y Quintana   | 7 de julio |
| Colegiales               | 2 - 1 | Almirante Brown        | Malaver y Posadas             | 7 de julio |
| Deportivo Italiano       | 3 - 1 | Colón                  | Manuela Pedraza y Crámer      | 7 de julio |
| El Porvenir              | 4 - 1 | Brown de Adrogué       | La Estancia                   | 7 de julio |
| Flandria                 | 2 - 0 | Tiro Federal           | Carlos V                      | 8 de julio |

| Defensores de Belgrano | 1 - 2 | El Porvenir              | Defensores de Belgrano             | 14 de julio |
| Brown de Adrogué       | 0 - 2 | Deportivo Italiano       | Brown de Adrogué                   | 14 de julio |
| Almirante Brown        | 4 - 2 | Defensores de Cambaceres | Villa Sahores                      | 14 de julio |
| Sacachispas            | 2 - 5 | Flandria                 | Lacarra y Barros Pazos             | 14 de julio |
| Tiro Federal           | 1 - 2 | Liniers                  | Fortín de Ludueña                  | 14 de julio |
| Barracas Central       | 0 - 2 | Villa Dálmine            | Olavarría y Luna                   | 14 de julio |
| Talleres (RE)          | 2 - 2 | Argentino de Quilmes     | Timote y Castro                    | 14 de julio |
| Colón                  | 1 - 0 | Colegiales               | Brigadier General Estanislao López | 15 de julio |
| Leandro N. Alem        | 6 - 0 | Deportivo Riestra        | Leandro N. Alem                    | 15 de julio |

| Talleres (RE)            | 2 - 4 | Defensores de Belgrano | Timote y Castro               | 21 de julio |
| Argentino de Quilmes     | 1 - 1 | Barracas Central       | Argentino de Quilmes          | 21 de julio |
| Villa Dálmine            | 6 - 0 | Tiro Federal           | El Coliseo de Mitre y Puccini | 21 de julio |
| Liniers                  | 1 - 0 | Sacachispas            | Gaona y General Paz           | 21 de julio |
| Deportivo Riestra        | 2 - 1 | Almirante Brown        | Riestra y Lacarra             | 21 de julio |
| Defensores de Cambaceres | 2 - 0 | Colón                  | Camino Rivadavia y Quintana   | 21 de julio |
| Colegiales               | 1 - 0 | Brown de Adrogué       | Malaver y Posadas             | 21 de julio |
| Deportivo Italiano       | 1 - 1 | El Porvenir            | Manuela Pedraza y Crámer      | 21 de julio |
| Flandria                 | 1 - 1 | Leandro N. Alem        | Carlos V                      | 22 de julio |

| Defensores de Belgrano | 2 - 2 | Deportivo Italiano       | Defensores de Belgrano             | 28 de julio |
| El Porvenir            | 1 - 0 | Colegiales               | La Estancia                        | 28 de julio |
| Brown de Adrogué       | 1 - 2 | Defensores de Cambaceres | Brown de Adrogué                   | 28 de julio |
| Almirante Brown        | 3 - 0 | Flandria                 | Villa Sahores                      | 28 de julio |
| Sacachispas            | 2 - 4 | Villa Dálmine            | Lacarra y Barros Pazos             | 28 de julio |
| Tiro Federal           | 3 - 1 | Argentino de Quilmes     | Fortín de Ludueña                  | 28 de julio |
| Barracas Central       | 1 - 6 | Talleres (RE)            | Olavarría y Luna                   | 28 de julio |
| Colón                  | 4 - 2 | Deportivo Riestra        | Brigadier General Estanislao López | 29 de julio |
| Leandro N. Alem        | 2 - 1 | Liniers                  | Leandro N. Alem                    | 29 de julio |

| El Porvenir        | 0 - 1 | Defensores de Cambaceres | La Estancia                        | 4 de agosto |
| Brown de Adrogué   | 0 - 1 | Deportivo Riestra        | Brown de Adrogué                   | 4 de agosto |
| Almirante Brown    | 1 - 1 | Liniers                  | Villa Sahores                      | 4 de agosto |
| Sacachispas        | 1 - 4 | Argentino de Quilmes     | Lacarra y Barros Pazos             | 4 de agosto |
| Tiro Federal       | 0 - 1 | Talleres (RE)            | Fortín de Ludueña                  | 4 de agosto |
| Barracas Central   | 2 - 4 | Defensores de Belgrano   | Olavarría y Luna                   | 4 de agosto |
| Deportivo Italiano | 3 - 0 | Colegiales               | Manuela Pedraza y Crámer           | 4 de agosto |
| Leandro N. Alem    | 2 - 2 | Villa Dálmine            | Leandro N. Alem                    | 5 de agosto |
| Colón              | 1 - 2 | Flandria                 | Brigadier General Estanislao López | 5 de agosto |

| Deportivo Riestra        | 3 - 1 | El Porvenir        | Riestra y Lacarra             | 18 de agosto |
| Liniers                  | 1 - 2 | Colón              | Gaona y General Paz           | 18 de agosto |
| Villa Dálmine            | 0 - 1 | Almirante Brown    | El Coliseo de Mitre y Puccini | 18 de agosto |
| Argentino de Quilmes     | 0 - 1 | Leandro N. Alem    | Argentino de Quilmes          | 18 de agosto |
| Talleres (RE)            | 2 - 1 | Sacachispas        | Timote y Castro               | 18 de agosto |
| Barracas Central         | 1 - 1 | Tiro Federal       | Olavarría y Luna              | 18 de agosto |
| Defensores de Belgrano   | 2 - 0 | Colegiales         | Defensores de Belgrano        | 18 de agosto |
| Defensores de Cambaceres | 2 - 2 | Deportivo Italiano | Camino Rivadavia y Quintana   | 18 de agosto |
| Flandria                 | 1 - 1 | Brown de Adrogué   | Carlos V                      | 19 de agosto |

| El Porvenir        | 4 - 1 | Flandria                 | La Estancia              | 25 de agosto |
| Brown de Adrogué   | 2 - 0 | Liniers                  | Brown de Adrogué         | 25 de agosto |
| Almirante Brown    | 2 - 1 | Argentino de Quilmes     | Villa Sahores            | 25 de agosto |
| Sacachispas        | 2 - 0 | Barracas Central         | Lacarra y Barros Pazos   | 25 de agosto |
| Tiro Federal       | 1 - 1 | Defensores de Belgrano   | Fortín de Ludueña        | 25 de agosto |
| Colegiales         | 0 - 0 | Defensores de Cambaceres | Malaver y Posadas        | 25 de agosto |
| Deportivo Italiano | 3 - 2 | Deportivo Riestra        | Manuela Pedraza y Crámer | 25 de agosto |
| Colón              | 1 - 0 | Villa Dálmine            | 15 de Abril              | 26 de agosto |
| Leandro N. Alem    | 1 - 0 | Talleres (RE)            | Leandro N. Alem          | 26 de agosto |

| Defensores de Belgrano | 4 - 1 | Defensores de Cambaceres | Defensores de Belgrano        | 1 de septiembre |
| Deportivo Riestra      | 1 - 1 | Colegiales               | Riestra y Lacarra             | 1 de septiembre |
| Liniers                | 1 - 1 | El Porvenir              | Gaona y General Paz           | 1 de septiembre |
| Villa Dálmine          | 2 - 0 | Brown de Adrogué         | El Coliseo de Mitre y Puccini | 1 de septiembre |
| Argentino de Quilmes   | 3 - 2 | Colón                    | Argentino de Quilmes          | 1 de septiembre |
| Talleres (RE)          | 1 - 1 | Almirante Brown          | Timote y Castro               | 1 de septiembre |
| Barracas Central       | 1 - 3 | Leandro N. Alem          | Olavarría y Luna              | 1 de septiembre |
| Tiro Federal           | 1 - 1 | Sacachispas              | Fortín de Ludueña             | 1 de septiembre |
| Flandria               | 1 - 2 | Deportivo Italiano       | Carlos V                      | 2 de septiembre |

| Sacachispas              | 0 - 1 | Defensores de Belgrano | Lacarra y Barros Pazos      | 8 de septiembre |
| Almirante Brown          | 5 - 2 | Barracas Central       | Villa Sahores               | 8 de septiembre |
| Brown de Adrogué         | 1 - 0 | Argentino de Quilmes   | Brown de Adrogué            | 8 de septiembre |
| El Porvenir              | 0 - 3 | Villa Dálmine          | Presidente Perón            | 8 de septiembre |
| Deportivo Italiano       | 2 - 1 | Liniers                | Manuela Pedraza y Crámer    | 8 de septiembre |
| Colegiales               | 3 - 3 | Flandria               | Malaver y Posadas           | 8 de septiembre |
| Defensores de Cambaceres | 3 - 1 | Deportivo Riestra      | Camino Rivadavia y Quintana | 8 de septiembre |
| Leandro N. Alem          | 7 - 1 | Tiro Federal           | Leandro N. Alem             | 9 de septiembre |
| Colón                    | 2 - 2 | Talleres (RE)          | 15 de Abril                 | 9 de septiembre |

| Flandria               | 3 - 4 | Defensores de Cambaceres | Carlos V                      | 16 de septiembre |
| Defensores de Belgrano | 3 - 0 | Deportivo Riestra        | Defensores de Belgrano        | 29 de septiembre |
| Liniers                | 2 - 3 | Colegiales               | Gaona y General Paz           | 29 de septiembre |
| Villa Dálmine          | 0 - 0 | Deportivo Italiano       | El Coliseo de Mitre y Puccini | 29 de septiembre |
| Argentino de Quilmes   | 2 - 0 | El Porvenir              | Argentino de Quilmes          | 29 de septiembre |
| Talleres (RE)          | 4 - 3 | Brown de Adrogué         | Timote y Castro               | 29 de septiembre |
| Barracas Central       | 0 - 1 | Colón                    | Olavarría y Luna              | 29 de septiembre |
| Tiro Federal           | 1 - 4 | Almirante Brown          | Fortín de Ludueña             | 29 de septiembre |
| Sacachispas            | 1 - 3 | Leandro N. Alem          | Lacarra y Barros Pazos        | 29 de septiembre |

| Almirante Brown          | 2 - 0 | Sacachispas            | Villa Sahores               | 6 de octubre |
| Brown de Adrogué         | 4 - 1 | Barracas Central       | Brown de Adrogué            | 6 de octubre |
| El Porvenir              | 0 - 1 | Talleres (RE)          | Peña y Arenales             | 6 de octubre |
| Deportivo Italiano       | 1 - 1 | Argentino de Quilmes   | Manuela Pedraza y Crámer    | 6 de octubre |
| Colegiales               | 3 - 3 | Villa Dálmine          | Malaver y Posadas           | 6 de octubre |
| Defensores de Cambaceres | 6 - 0 | Liniers                | Camino Rivadavia y Quintana | 6 de octubre |
| Deportivo Riestra        | 1 - 3 | Flandria               | Riestra y Lacarra           | 6 de octubre |
| Leandro N. Alem          | 2 - 2 | Defensores de Belgrano | Leandro N. Alem             | 7 de octubre |
| Colón                    | 3 - 0 | Tiro Federal           | 15 de Abril                 | 7 de octubre |

| Defensores de Belgrano | 1 - 1 | Flandria                 | Defensores de Belgrano        | 13 de octubre |
| Liniers                | 1 - 1 | Deportivo Riestra        | Gaona y General Paz           | 13 de octubre |
| Villa Dálmine          | 1 - 0 | Defensores de Cambaceres | El Coliseo de Mitre y Puccini | 13 de octubre |
| Argentino de Quilmes   | 1 - 4 | Colegiales               | Argentino de Quilmes          | 13 de octubre |
| Talleres (RE)          | 0 - 4 | Deportivo Italiano       | Timote y Castro               | 13 de octubre |
| Barracas Central       | 1 - 3 | El Porvenir              | Olavarría y Luna              | 13 de octubre |
| Tiro Federal           | 0 - 2 | Brown de Adrogué         | Fortín de Ludueña             | 13 de octubre |
| Sacachispas            | 1 - 6 | Colón                    | Lacarra y Barros Pazos        | 13 de octubre |
| Leandro N. Alem        | 2 - 2 | Almirante Brown          | Leandro N. Alem               | 14 de octubre |

| Almirante Brown          | 2 - 1 | Defensores de Belgrano | Villa Sahores                      | 20 de octubre |
| Brown de Adrogué         | 1 - 3 | Sacachispas            | Brown de Adrogué                   | 20 de octubre |
| El Porvenir              | 7 - 2 | Tiro Federal           | La Estancia                        | 20 de octubre |
| Deportivo Italiano       | 6 - 2 | Barracas Central       | Manuela Pedraza y Crámer           | 20 de octubre |
| Colegiales               | 1 - 0 | Talleres (RE)          | Malaver y Posadas                  | 20 de octubre |
| Defensores de Cambaceres | 4 - 1 | Argentino de Quilmes   | Camino Rivadavia y Quintana        | 20 de octubre |
| Deportivo Riestra        | 2 - 0 | Villa Dálmine          | Riestra y Lacarra                  | 20 de octubre |
| Colón                    | 1 - 1 | Leandro N. Alem        | Brigadier General Estanislao López | 21 de octubre |
| Flandria                 | 6 - 2 | Liniers                | Carlos V                           | 21 de octubre |

| Defensores de Belgrano | 3 - 3 | Liniers                  | Defensores de Belgrano        | 27 de octubre |
| Villa Dálmine          | 3 - 1 | Flandria                 | El Coliseo de Mitre y Puccini | 27 de octubre |
| Argentino de Quilmes   | 3 - 1 | Deportivo Riestra        | Argentino de Quilmes          | 27 de octubre |
| Talleres (RE)          | 5 - 1 | Defensores de Cambaceres | Timote y Castro               | 27 de octubre |
| Barracas Central       | 2 - 1 | Colegiales               | Olavarría y Luna              | 27 de octubre |
| Tiro Federal           | 1 - 8 | Deportivo Italiano       | Fortín de Ludueña             | 27 de octubre |
| Sacachispas            | 1 - 1 | El Porvenir              | Lacarra y Barros Pazos        | 27 de octubre |
| Almirante Brown        | 4 - 2 | Colón                    | Villa Sahores                 | 27 de octubre |
| Leandro N. Alem        | 3 - 1 | Brown de Adrogué         | Leandro N. Alem               | 28 de octubre |

| Brown de Adrogué         | 1 - 0   | Almirante Brown        | Brown de Adrogué            | 3 de noviembre |
| El Porvenir              | 0 - 1   | Leandro N. Alem        | La Estancia                 | 3 de noviembre |
| Deportivo Italiano       | 1 - 1   | Sacachispas            | Manuela Pedraza y Crámer    | 3 de noviembre |
| Colegiales               | GP - PP | Tiro Federal           | -                           | 3 de noviembre |
| Defensores de Cambaceres | 5 - 2   | Barracas Central       | Camino Rivadavia y Quintana | 3 de noviembre |
| Deportivo Riestra        | 1 - 2   | Talleres (RE)          | Riestra y Lacarra           | 3 de noviembre |
| Liniers                  | 3 - 2   | Villa Dálmine          | Gaona y General Paz         | 3 de noviembre |
| Colón                    | 0 - 1   | Defensores de Belgrano | 15 de Abril                 | 4 de noviembre |
| Flandria                 | 4 - 2   | Argentino de Quilmes   | Carlos V                    | 4 de noviembre |

| Defensores de Belgrano | 3 - 0   | Villa Dálmine            | Defensores de Belgrano | 10 de noviembre |
| Argentino de Quilmes   | 4 - 1   | Liniers                  | Argentino de Quilmes   | 10 de noviembre |
| Talleres (RE)          | 4 - 0   | Flandria                 | Timote y Castro        | 10 de noviembre |
| Barracas Central       | 3 - 3   | Deportivo Riestra        | Olavarría y Luna       | 10 de noviembre |
| Tiro Federal           | PP - GP | Defensores de Cambaceres | -                      | 10 de noviembre |
| Sacachispas            | 0 - 2   | Colegiales               | Lacarra y Barros Pazos | 10 de noviembre |
| Almirante Brown        | 3 - 1   | El Porvenir              | Villa Sahores          | 10 de noviembre |
| Colón                  | 8 - 2   | Brown de Adrogué         | 15 de Abril            | 10 de noviembre |
| Leandro N. Alem        | 1 - 2   | Deportivo Italiano       | Leandro N. Alem        | 11 de noviembre |

| Brown de Adrogué         | 1 - 1   | Defensores de Belgrano | Brown de Adrogué              | 17 de noviembre |
| El Porvenir              | 1 - 2   | Colón                  | La Estancia                   | 17 de noviembre |
| Deportivo Italiano       | 2 - 1   | Almirante Brown        | Manuela Pedraza y Crámer      | 17 de noviembre |
| Colegiales               | 2 - 2   | Leandro N. Alem        | Malaver y Posadas             | 17 de noviembre |
| Defensores de Cambaceres | 3 - 1   | Sacachispas            | Camino Rivadavia y Quintana   | 17 de noviembre |
| Deportivo Riestra        | GP - PP | Tiro Federal           | -                             | 17 de noviembre |
| Liniers                  | 3 - 1   | Talleres (RE)          | Gaona y General Paz           | 17 de noviembre |
| Villa Dálmine            | 1 - 1   | Argentino de Quilmes   | El Coliseo de Mitre y Puccini | 17 de noviembre |
| Flandria                 | 6 - 1   | Barracas Central       | Carlos V                      | 18 de noviembre |

| Defensores de Belgrano | 2 - 0   | Argentino de Quilmes     | Defensores de Belgrano             | 24 de noviembre |
| Talleres (RE)          | 1 - 3   | Villa Dálmine            | Timote y Castro                    | 24 de noviembre |
| Barracas Central       | 4 - 3   | Liniers                  | Olavarría y Luna                   | 24 de noviembre |
| Tiro Federal           | PP - GP | Flandria                 | -                                  | 24 de noviembre |
| Sacachispas            | 0 - 2   | Deportivo Riestra        | Lacarra y Barros Pazos             | 24 de noviembre |
| Almirante Brown        | 2 - 1   | Colegiales               | Villa Sahores                      | 24 de noviembre |
| Brown de Adrogué       | 0 - 1   | El Porvenir              | Brown de Adrogué                   | 24 de noviembre |
| Leandro N. Alem        | 3 - 0   | Defensores de Cambaceres | Leandro N. Alem                    | 25 de noviembre |
| Colón                  | 0 - 2   | Deportivo Italiano       | Brigadier General Estanislao López | 25 de noviembre |

| El Porvenir              | 1 - 3   | Defensores de Belgrano | La Estancia                   | 1 de diciembre |
| Deportivo Italiano       | 1 - 0   | Brown de Adrogué       | Manuela Pedraza y Crámer      | 1 de diciembre |
| Colegiales               | 5 - 3   | Colón                  | Malaver y Posadas             | 1 de diciembre |
| Defensores de Cambaceres | 1 - 2   | Almirante Brown        | Camino Rivadavia y Quintana   | 1 de diciembre |
| Deportivo Riestra        | 3 - 3   | Leandro N. Alem        | Riestra y Lacarra             | 1 de diciembre |
| Liniers                  | GP - PP | Tiro Federal           | -                             | 1 de diciembre |
| Villa Dálmine            | 5 - 2   | Barracas Central       | El Coliseo de Mitre y Puccini | 1 de diciembre |
| Argentino de Quilmes     | 4 - 3   | Talleres (RE)          | Argentino de Quilmes          | 1 de diciembre |
| Flandria                 | 3 - 3   | Sacachispas            | Carlos V                      | 2 de diciembre |

| Defensores de Belgrano | 5 - 1   | Talleres (RE)            | Defensores de Belgrano             | 8 de diciembre |
| Barracas Central       | 4 - 4   | Argentino de Quilmes     | Olavarría y Luna                   | 8 de diciembre |
| Tiro Federal           | PP - GP | Villa Dálmine            | -                                  | 8 de diciembre |
| Sacachispas            | 1 - 1   | Liniers                  | Lacarra y Barros Pazos             | 8 de diciembre |
| Almirante Brown        | 1 - 1   | Deportivo Riestra        | Villa Sahores                      | 8 de diciembre |
| Colón                  | 3 - 3   | Defensores de Cambaceres | Brigadier General Estanislao López | 8 de diciembre |
| Brown de Adrogué       | 4 - 3   | Colegiales               | Brown de Adrogué                   | 8 de diciembre |
| El Porvenir            | 1 - 2   | Deportivo Italiano       | La Estancia                        | 8 de diciembre |
| Leandro N. Alem        | 2 - 1   | Flandria                 | Leandro N. Alem                    | 9 de diciembre |

| Deportivo Italiano       | 1 - 1   | Defensores de Belgrano | Defensores de Belgrano        | 15 de diciembre |
| Colegiales               | 3 - 1   | El Porvenir            | Malaver y Posadas             | 15 de diciembre |
| Defensores de Cambaceres | 1 - 2   | Brown de Adrogué       | Camino Rivadavia y Quintana   | 15 de diciembre |
| Deportivo Riestra        | 1 - 1   | Colón                  | Riestra y Lacarra             | 15 de diciembre |
| Flandria                 | 2 - 2   | Almirante Brown        | Carlos V                      | 15 de diciembre |
| Liniers                  | 2 - 4   | Leandro N. Alem        | Gaona y General Paz           | 15 de diciembre |
| Villa Dálmine            | 3 - 0   | Sacachispas            | El Coliseo de Mitre y Puccini | 15 de diciembre |
| Argentino de Quilmes     | GP - PP | Tiro Federal           | -                             | 15 de diciembre |
| Talleres (RE)            | 6 - 2   | Barracas Central       | Timote y Castro               | 15 de diciembre |